# S30V
S30V (właściwie CPM® S30V) – gatunek stali nierdzewnej opracowany przez Dicka Barbera z Crucible Materials Corporation (obecnie Crucible Industries Corporation) i produkowanej przez tę firmę w USA specjalnie do wyrobu wysokogatunkowych ostrzy i noży. Jest to nierdzewna stal proszkowa spiekana z mieszanki węglików metali oraz metali. Typowa twardość po zahartowaniu to około 58–60 HRC.
Stal ta jest twardsza i bardziej odporna na korozję od stali 154CM, także produkowanej przez Crucible Industries Corporation i często wypiera ją w zastosowaniu do produkcji głowni noży wysokiej klasy. Jest typową stalą "sztandarowego" noża firmy Spyderco - Spyderco Military. Także Benchmade coraz częściej w nożach swoich wyższych klas zastępuje 154CM stalą S30V.

## Skład
Skład:
- węgiel 1,45%
- chrom 14%
- molibden 2%
- wanad 4%
- węgliki około 29%